# Asz-Szajch Mustafa
Asz-Szajch Mustafa (arab. الشيخ مصطفى) – miejscowość w Syrii, w muhafazie Idlib. W 2004 roku liczyła 1456 mieszkańców.